# Форт-Пек (водохранилище)
Форт-Пек (англ. Fort Peck Lake, Fort Peck Reservoir) — водохранилище на реке Миссури, в северо-восточной части штата Монтана, США. Сформировано плотиной Форт-Пек. Расположено примерно в 230 км к востоку от Грейт-Фолс и в 190 км к северу от Биллингс.
С запасом воды в 23,1 км³ Форт-Пек является пятым по объёму водохранилищем США. Длина составляет около 216 км; площадь зеркала — 1018 км² (третье по площади водохранилище страны).